# Hexatoma eriophora
Hexatoma eriophora là một loài ruồi trong họ Limoniidae. Chúng phân bố ở miền Tân bắc.